# Капдесасо
Капдесасо (ісп. Capdesaso) — муніципалітет в Іспанії, у складі автономної спільноти Арагон, у провінції Уеска. Населення — 161 особа (2009).
Муніципалітет розташований на відстані близько 330 км на північний схід від Мадрида, 37 км на південний схід від Уески.

## Демографія
Динаміка населення (INE ):